# Torneig Albert Schweitzer
El Torneig Albert Schweitzer (en alemany: Albert-Schweitzer-Turnier), comunament conegut com a Torneig de Mannheim, és una competició internacional de bàsquet que se celebra cada dos anys a la ciutat alemanya de Mannheim i que és considerada com el campionat del món oficiós per a jugadors menors de 18 anys.
El torneig està organitzat per la Federació de Bàsquet d'Alemanya i l'Exèrcit dels Estats Units i se celebra a les instal·lacions que aquest últim té a la ciutat de Mannheim.
Els equips participants en cada edició accedeixen a la cita per invitació i el criteri és el de convidar aquelles que es consideren les 16 millors seleccions joves que existeixen al món a l'hora d'organitzar cada edició.

## Palmarès
| Any  | Or                                        | Plata                                     | Bronze                                    | Quart                                     |
| ---- | ----------------------------------------- | ----------------------------------------- | ----------------------------------------- | ----------------------------------------- |
| 1958 | Bèlgica                                   | Àustria                                   | Alemanya                                  | Estats Units                              |
| 1960 | Bèlgica                                   | Àustria                                   | Estats Units                              | Països Baixos                             |
| 1966 | Itàlia                                    | Turquia                                   | Àustria                                   | Estats Units                              |
| 1967 | Polònia                                   | Àustria                                   | França                                    | Bèlgica                                   |
| 1969 | Itàlia                                    | Txecoslovàquia                            | Polònia                                   | Turquia                                   |
| 1971 | Iugoslàvia                                | Itàlia                                    | Polònia                                   | Espanya                                   |
| 1973 | Estats Units                              | Polònia                                   | Iugoslàvia                                | Itàlia                                    |
| 1975 | Estats Units                              | Turquia                                   | Espanya                                   | Polònia                                   |
| 1977 | Estats Units                              | Espanya                                   | Turquia                                   | Alemanya                                  |
| 1979 | Iugoslàvia                                | Espanya                                   | Estats Units                              | Unió Soviètica                            |
| 1981 | Estats Units                              | Unió Soviètica                            | Bulgària                                  | Alemanya                                  |
| 1983 | Itàlia                                    | Estats Units                              | Alemanya                                  | Finlàndia                                 |
| 1985 | Estats Units                              | Iugoslàvia                                | Turquia                                   | Suècia                                    |
| 1987 | Estats Units                              | Espanya                                   | Turquia                                   | Alemanya                                  |
| 1989 | Estats Units                              | Grècia                                    | França                                    | Txecoslovàquia                            |
| 1993 | Estats Units                              | Lituània                                  | Itàlia                                    | Grècia                                    |
| 1994 | Estats Units                              | Espanya                                   | Austràlia                                 | Lituània                                  |
| 1996 | Estats Units                              | França                                    | Grècia                                    | Turquia                                   |
| 1998 | Espanya                                   | Austràlia                                 | Estats Units                              | Turquia                                   |
| 2000 | FR Yugoslavia                             | Grècia                                    | Estats Units                              | Austràlia                                 |
| 2002 | Grècia                                    | Espanya                                   | FR Yugoslavia                             | Estats Units                              |
| 2004 | Turquia                                   | Argentina                                 | Espanya                                   | Sèrbia i Montenegro                       |
| 2006 | França                                    | Turquia                                   | Sèrbia                                    | Croàcia                                   |
| 2008 | Grècia                                    | Turquia                                   | Austràlia                                 | Estats Units                              |
| 2010 | Austràlia                                 | Alemanya                                  | Alemanya                                  | Estats Units                              |
| 2012 | Espanya                                   | Sèrbia                                    | Turquia                                   | Alemanya                                  |
| 2014 | Itàlia                                    | Estats Units                              | Sèrbia                                    | Turquia                                   |
| 2016 | Alemanya                                  | Sèrbia                                    | Itàlia                                    | França                                    |
| 2018 | Alemanya                                  | Austràlia                                 | Itàlia                                    | Rússia                                    |
| 2020 | Cancel·lat per la pandèmia de la COVID-19 | Cancel·lat per la pandèmia de la COVID-19 | Cancel·lat per la pandèmia de la COVID-19 | Cancel·lat per la pandèmia de la COVID-19 |
| 2022 | Cancel·lat per la pandèmia de la COVID-19 | Cancel·lat per la pandèmia de la COVID-19 | Cancel·lat per la pandèmia de la COVID-19 | Cancel·lat per la pandèmia de la COVID-19 |
| 2024 | TBD                                       | TBD                                       | TBD                                       | TBD                                       |